# چشم‌گیر

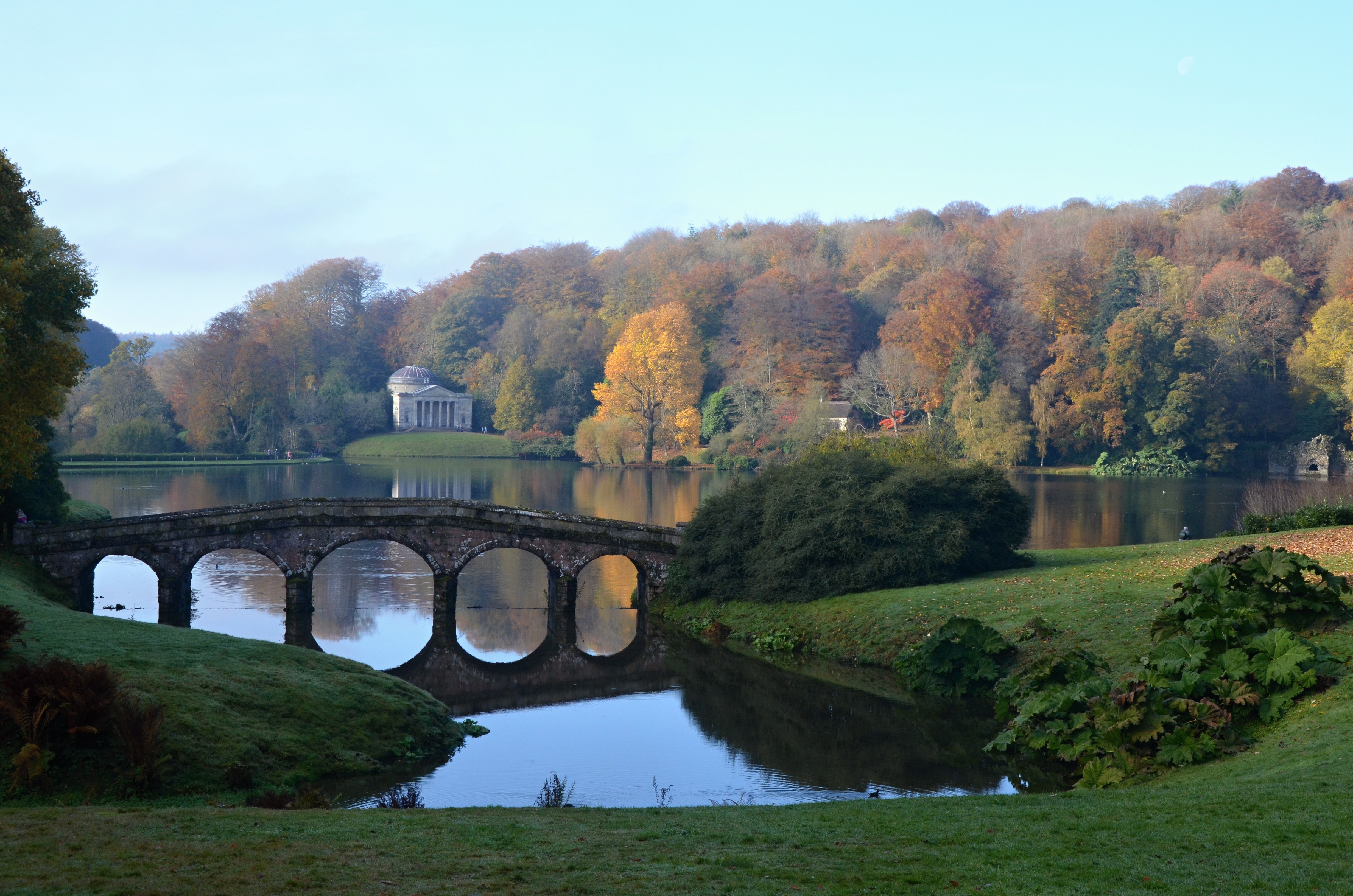
پل پالادیان و پانتئون در املاک استورهد

گلوریت در باغ کاخ شون‌برون

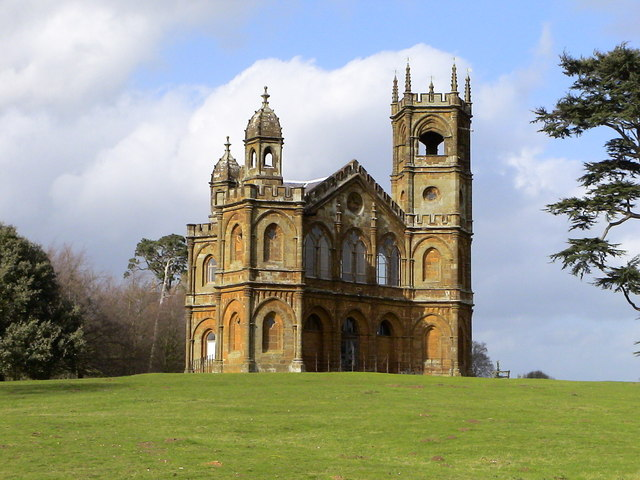
معبد گوتیک، در باغ‌های استو هاوس

چشم‌گیر (به انگلیسی: Eyecatcher)، هر چیز مصنوعی است که در چشم‌انداز به‌عنوان نقطه کانونی برای جلب توجه یا دید تماشاگران قرار گرفته‌است. برای آراستن یا زینت چشم‌انداز با دلایل زیبایی‌شناختی استفاده می‌شود و معمولاً در باغ‌ها، پارک‌ها و محوطه خانه‌های باشکوه یافت می‌شود. بسیاری از این‌ها را می‌توان در شکل‌های گوناگون یافت.
اینها می‌توانند هر چیزی باشند، اما معمولاً به شکل زیر هستند.
- تخته‌سنگ
- باغ سنگی
- درختان